# Обществен ред
Общественият ред е състояние на обществените отношения, при което лицата придържат своето поведение към изискванията на нормите, които обществото е приело. Тези норми могат да бъдат правни или нравствени (морални).
Понятието за обществен ред включва (поглъща, т.е. е по-широко) както съблюдаването на правовия ред (спазването на законите), така и спазването на етиката и добрите нрави в общуването и в личното поведение.
Немската правна наука прави разграничение между полицейското право (Polizeirecht) и право на опазване на обществения ред (Ordnungsrecht), а англосаксонското разбиране на понятието за обществен ред е като за „политика“ (public policy).